# Prince Osakabe
Le Prince Osakabe  (刑部(忍壁)親王, Osakabe Shinnō) (mort en 705) est un prince impérial qui participe avec Fujiwara no Fuhito à la rédaction du code de Taihō. Ce code est essentiellement une réorganisation administrative qui sert de base pendant des siècles aux structures gouvernementales du Japon.
Osakabe, comme nombre d'autres courtisans de l'époque, est un poète et l'un de ses poèmes est inclus dans le Man'yōshū.

## Source
- Frederic, Louis (2002). « Japan Encyclopedia ». Cambridge, Massachusetts: Harvard University Press.

## Source de la traduction
- (en) Cet article est partiellement ou en totalité issu de l’article de Wikipédia en anglais intitulé « Prince Osakabe » (voir la liste des auteurs).